# Diana Soviero

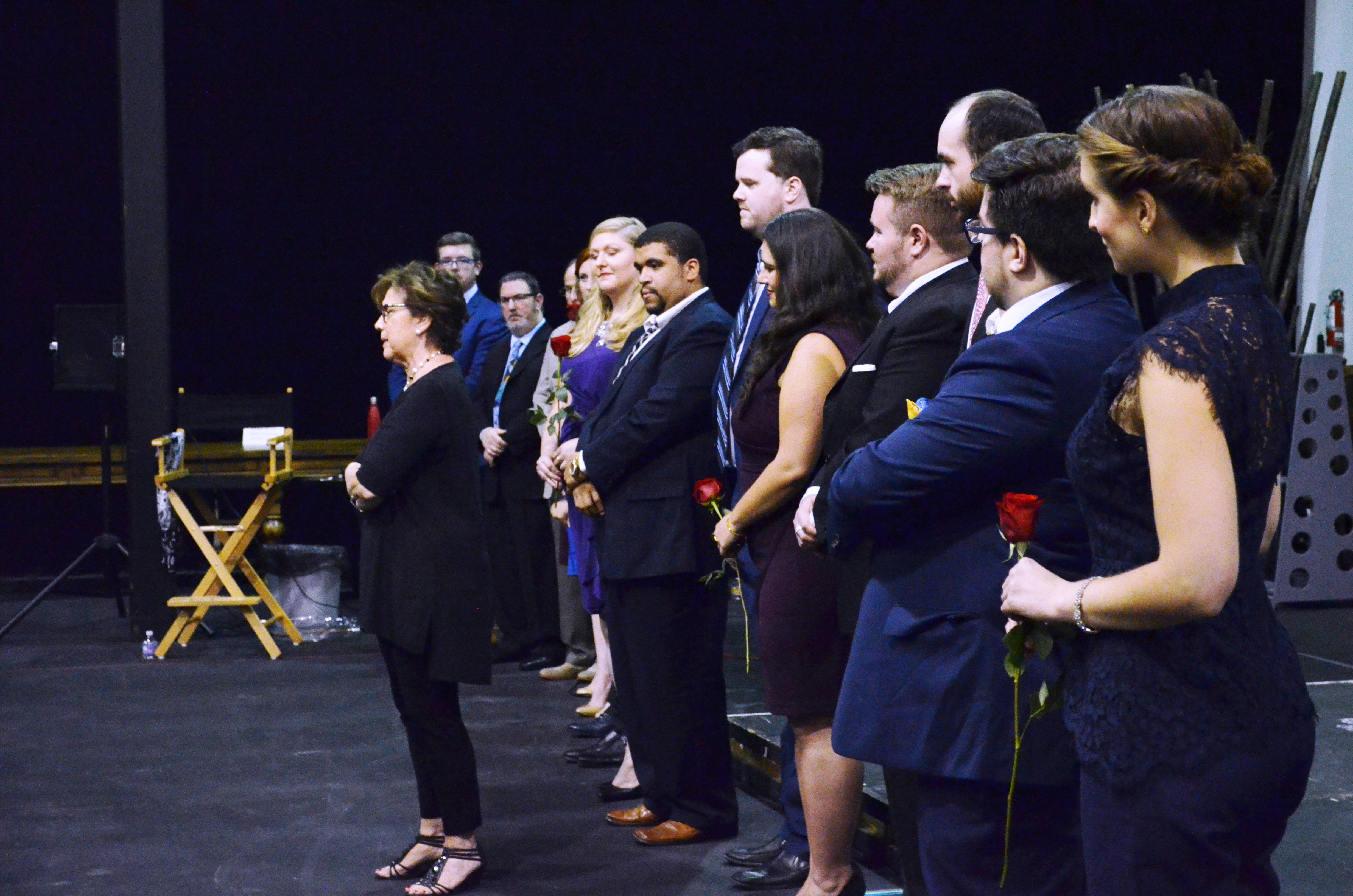
Diana Soviero en una de sus presentaciones junto al resto de coristas.

Diana Soviero (19 de marzo de 1946, Jersey City) es una soprano norteamericana especializada en personajes del verismo y repertorio francés.
Estudió en la Juilliard School, ganando el Premio Richard Tucker en 1978. Debutó en 1969 en Chautauqua Opera como Mimi en La Boheme de Puccini.
Debutó en la New York City Opera en 1973, Lyric Opera of Chicago en 1979, la Ópera de San Francisco en 1982, destacándose como Nedda, Manon Lescaut, Tosca, Mimi, Suor Angélica y Madama Butterfly.
Su repertorio incluyó La Traviata, Mefistofele, Il Trittico, Fedora, Andrea Chénier, Adriana Lecouvreur y otras.
Cantó en Zürich, Toulouse, Niza, Hamburgo, Munich, Roma, Palermo, La Scala en Milán (1987), Metropolitan Opera (1986-1997), Paris Opéra en 1988 y Covent Garden en 1989. En Canadá, Suramérica y diversas casas líricas americanas como Miami, Houston, San Diego, etc.
En 2001 canta el papel de Lisette Raquin en el estreno de la ópera Thérèse Raquin de Tobias Picker en la ópera de Dallas.
Casada con el director Bernard Uzan, exdirector de la Ópera de Montreal.